# Dallas Mavericks 1985-1986
La stagione 1985-1986 dei Dallas Mavericks fu la 6ª nella NBA per la franchigia.
I Dallas Mavericks arrivarono terzi nella Midwest Division della Western Conference con un record di 44-38. Nei play-off vinsero il primo turno con gli Utah Jazz (3-1), perdendo poi la semifinale di conference con i Los Angeles Lakers (4-2).

## Risultati
| Squadra           | V  | P  | %    | GB |
| ----------------- | -- | -- | ---- | -- |
| Houston Rockets   | 51 | 31 | 62,2 | -  |
| Denver Nuggets    | 47 | 35 | 57,3 | 4  |
| Dallas Mavericks  | 44 | 38 | 53,7 | 7  |
| Utah Jazz         | 42 | 40 | 51,2 | 9  |
| Sacramento Kings  | 37 | 45 | 45,1 | 14 |
| San Antonio Spurs | 35 | 47 | 42,7 | 16 |

## Roster
| N° | Naz.                      | Ruolo | Sportivo         | Anno | Alt. | Peso |
| -- | ------------------------- | ----- | ---------------- | ---- | ---- | ---- |
| 12 | Stati Uniti (bandiera)    | G     | Derek Harper     | 1961 | 193  | 84   |
| 14 | Stati Uniti (bandiera)    | GA    | Dale Ellis       | 1960 | 201  | 93   |
| 15 | Stati Uniti (bandiera)    | G     | Brad Davis       | 1955 | 191  | 82   |
| 22 | Stati Uniti (bandiera)    | G     | Rolando Blackman | 1959 | 198  | 86   |
| 23 | Canada (bandiera)         | C     | Bill Wennington  | 1963 | 213  | 111  |
| 24 | Stati Uniti (bandiera)    | GA    | Mark Aguirre     | 1959 | 198  | 105  |
| 31 | Stati Uniti (bandiera)    | A     | Jay Vincent      | 1959 | 201  | 100  |
| 32 | Germania Ovest (bandiera) | A     | Detlef Schrempf  | 1963 | 206  | 97   |
| 33 | Germania Ovest (bandiera) | C     | Uwe Blab         | 1962 | 216  | 114  |
| 40 | Stati Uniti (bandiera)    | C     | James Donaldson  | 1957 | 218  | 125  |
| 40 | Stati Uniti (bandiera)    | AC    | Kurt Nimphius    | 1958 | 208  | 99   |
| 41 | Stati Uniti (bandiera)    | AC    | Sam Perkins      | 1961 | 206  | 107  |
| 43 | Stati Uniti (bandiera)    | G     | Harold Keeling   | 1963 | 193  | 84   |
| 53 | Stati Uniti (bandiera)    | C     | Wallace Bryant   | 1959 | 213  | 111  |

## Staff tecnico
- Allenatore: Dick Motta
- Vice-allenatore: Bob Weiss
- Preparatore atletico: Doug Atkinson